# Abgefüllt
Abgefüllt (Originaltitel: Tapped) ist ein Dokumentarfilm aus dem Jahr 2009.

## Inhalt
Nach Einschätzung der UN werden im Jahr 2030 etwa 2/3 der Weltbevölkerung nicht mehr über ausreichend sauberes Trinkwasser verfügen. Wenn Wasser nicht als Grundrecht, sondern nur als Handelsware angesehen werde, deren Preis von Angebot und Nachfrage bestimmt wird, führe das langfristig zu einer unternehmerischen Kontrolle über das gesamte Trinkwasser. Werde der Zugriff auf ein Grundbedürfnis wie Wasser für Menschen erschwert, bilde dies zudem die Grundlage für politische Instabilität.
Im Jahr 2007 wurden in den USA über 29 Milliarden Einwegflaschen Wasser gekauft. Die Weltbank beziffert das weltweite Verkaufsvolumen für Wasser auf 800 Milliarden US-Dollar.
Der Lebensmittelkonzern Nestlé machte 2008 mit dem Verkauf von Flaschenwasser einen Umsatz von 3,6 Milliarden US-Dollar. Nestlé fördert das Wasser beispielsweise aus der 3000-Einwohner-Gemeinde Fryeburg (Maine). In den USA gehören Oberflächengewässer dem öffentlichen Treuhandvermögen, Grundwasser unterliegt, abhängig vom Bundesstaat, anderen Regeln. Im Bundesstaat Maine gilt das unbeschränkte Eigentumsrecht, nach dem faktisch derjenige, der die größte Pumpe hat, das meiste Wasser erhält. Nestlé pumpt das Wasser kostenlos ab, hat für Verarbeitung und Verpackung Gesamtkosten von 6 bis 11 US-Cent pro Gallone und verkauft es dann für rund 6 US-Dollar pro Gallone weiter, was für den Endverbraucher rund das 2000fache des Preises seines heimischen Leitungswassers bedeutet. Das Vorgehen von Nestlé in Fryeburg ist beispielhaft für das Vorgehen großer Lebensmittelkonzerne auf der ganzen Welt. Da Nestlé für das Abpumpen eine tiefere Quelle gebohrt hatte als die Wasserquelle für die Gemeinde, kam es dazu, dass die gesamte Gemeinde für eineinhalb Tage kein Wasser mehr hatte, während Nestlé das Wasser weiter abpumpte.
Neben Nestlé gehören zu den größten Flaschenwasser-Konzernen der USA auch die Coca-Cola Company und PepsiCo. In Durham (North Carolina) pumpte PepsiCo jeden Tag 1,5 Millionen Liter aus dem Boden der Gemeinde und stoppte damit auch während einer Dürre nicht. Stattdessen musste die Gemeinde ihr eigenes Wasser von PepsiCo in Flaschen abgefüllt zurückkaufen, als in der Gemeinde das Wasser ausging. Als die Stadt Atlanta und der Norden des US-Bundesstaats Georgia unter einer schweren Dürre litten, mussten die Bevölkerung und Betriebe dazu aufgerufen werden, Wasser zu sparen. Die Coca-Cola Company pumpte jedoch ungebremst Wasser während der Trockenheit ab. Allein das Werk in Marietta (Georgia) verbrauchte 446 Millionen Liter Wasser im Jahr 2007.
Barbara Lippert von Adweek bezeichnet abgefülltes Wasser als den größten Marketingtrick aller Zeiten. In großen Werbekampagnen mit Sportlern und Models wird dem Verbraucher suggeriert, dass abgefülltes Wasser gesünder sei als Leitungswasser. So werden in der Werbung auch oft Bezeichnungen wie „gesund“, „sicher“, „natürlich“ oder „rein“ verwendet, was nichtabgefülltes Wasser als „ungesund“, „unsicher“, „unnatürlich“ oder „unrein“ darstellen soll. Dabei ist in vielen Fällen das abgefüllte Wasser in Flaschen nichts anderes als Leitungswasser, wie beispielsweise bei der Coca-Cola-Marke Dasani (in Deutschland Bonaqa) oder bei der PepsiCo-Marke Aquafina, die auf dem Etikett eine Bergkette zeigt und so auch bildhaft den Verbraucher über die Herkunft des Wassers in die Irre führt.
Susan Wellington, CEO der PepsiCo-Marke Gatorade erklärte: „Wenn wir fertig sind, ist Leitungswasser zum Duschen und Geschirrspülen verbannt“ und Robert Morrison, CEO der Quaker Oats Company, die seit 2001 zu PepsiCo gehört, meinte: „Der größte Feind ist Leitungswasser“. Im Grunde würden privatwirtschaftliche Konzerne der Allgemeinheit ihr Wasser stehlen, um es ihr wieder mit Gewinn zu verkaufen, wobei den Menschen über Werbung eingeredet wird, sie würden etwas Besonderes und Großartiges bekommen, obwohl es sich nicht von Leitungswasser unterscheidet.
Wasser wird in der Regel in Flaschen aus PET abgefüllt. 80 Prozent des gesamten in den USA produzierten PET wird nur für Getränkeflaschen der Firmen Nestlé, Coca-Cola Company und PepsiCo verwendet. Allein in den USA verbraucht die Produktion von Plastikflaschen 2,7 Milliarden Liter Öl pro Jahr. Die größte privatwirtschaftliche Ölraffinerie in den USA ist Flint Hills in Corpus Christi (Texas). Die Bewohner in der Umgebung der Anlage leiden unter gesundheitlichen Problemen und sterben öfter an Krebs. Die Rate der Fehlbildungen bei Neugeborenen liegt dort um 84 Prozent höher als im Durchschnitt des Bundesstaates. Ein ehemaliger Mitarbeiter der US-Umweltbehörde Environmental Protection Agency (EPA) erklärt, dass jeder Käufer von PET-Flaschen zur Vergiftung der Umwelt und dem Leid der Menschen bei den Produktionsstätten beiträgt.
Rund 70 Prozent des Flaschenwassers wird innerhalb desselben Bundesstaates konsumiert, in dem es produziert wurde, und unterliegt damit keiner Kontrolle der Bundesbehörde Food and Drug Administration (FDA). Bei Flaschenwasser, das unter die Kontrolle der FDA fällt, verlässt man sich lediglich auf eigene Berichte der herstellenden Unternehmen. Während Leitungswasser von der EPA regelmäßig überprüft wird, gibt es für Flaschenwasser keine verpflichtenden Qualitätsprüfungen. Man verlässt sich auf Stichproben der Abfüller, die zudem nicht zur Veröffentlichung ihrer Daten verpflichtet sind.
Entgegen der Annahme, dass Flaschenwasser sicher und rein sein soll, wurden bei Untersuchungen zahlreiche Bakterien und Chemikalien gefunden. In einem unabhängigen Test wurde von zwei verschiedenen Laboren Flaschenwasser überprüft. Ein Toxikologe der Firma Toxicology Inc. analysierte die Daten und zeigte sich entsetzt über die Messergebnisse von PET-Flaschen, in denen im Wasser Vinylchlorid, Butadien, Styrol, Toluol, Benzol sowie Diethylphthalat, Dimethylphthalat und Di-n-octylphthalat gefunden wurde.
Bei klassischen Wasserspendern (5-Gallonen-Wasserbehälter) aus Polycarbonaten wurde im Wasser zudem Bisphenol A nachgewiesen. Neben Wasserspendern geben auch viele Sportflaschen (etwa für Radfahrer) und Babyflaschen das gesundheitsschädliche Bisphenol A ab, das  eine Wirkung auf den Körper wie Östrogen hat. Die Aufsichtsbehörden verharmlosen das Problem, indem sie sich auf ein Konzept aus dem 16. Jahrhundert berufen, nach dem nur die Dosis ein Gift ausmacht. Dies trifft jedoch nicht auf chemische Substanzen zu, die wie Hormone wirken und selbst kleinste Mengen Bisphenol A zu einer Gesundheitsgefahr machen. Bei einer Studie mit 25.000-mal geringeren Dosen als in allen bislang durchgeführten wissenschaftlichen Untersuchungen hatte Bisphenol A die Geschlechtsorgane einer männlichen Maus geschädigt. Die Firma Dow Chemical wollte daraufhin, dass die Wissenschaftler ihre Studie „zum gegenseitigen Vorteil“ zurückhalten, bis die chemische Industrie der Veröffentlichung zugestimmt hat.
Viele der 80 Millionen Einweg-Wasserflaschen, die jeden Tag in den USA verwendet werden, landen im Meer, wo sie von Meeresströmungen erfasst und an entlegenen Küsten angeschwemmt werden, wie am Kamilo Beach auf Hawaii. Neben der Ansammlung von Plastikmüll im Nordpazifikwirbel existiert der östliche Müllteppich im Pazifik, der doppelt so groß wie Texas ist und praktisch aus einer „Suppe aus Plastik“ besteht. Dasselbe Problem besteht auch im Atlantik und im Indischen Ozean. Bei Probenentnahmen mitten auf dem Meer befanden sich im Wasser mehr kleingeriebene Plastikteile als Plankton. Bei Untersuchungen im Jahr 1999 waren es 6-mal und im Jahr 2008 bereits 46-mal so viele Plastikteile. Der Plastikmüll verwandelt die Meere in eine Plastikbrühe und ist tödlich für die Meeresbewohner, da das Plastik chemische Stoffe freisetzt und kleine Plastikteile auch von Fischen gefressen werden.
Die Firmen Nestlé, PepsiCo und die Coca-Cola Company lehnten alle Interviews für den Film ab.

## Hintergrund
Der Musiker Jack Johnson unterstützte den Film, indem er eine Filmvorführung auf Hawaii ausrichtete und eine persönliche Video-Botschaft zum Film aufzeichnete.

## Kritiken
„Der Film begibt sich auf Spurensuche vor Ort, wo internationale Konzerne kostenlos Wasser abpumpen, es in Flaschen füllen und teuer weiter verkaufen. […] Darüber hinaus liefert der Film auch noch einen Verweis auf die Plastikindustrie und die Verseuchung der Umwelt. Insbesondere stellt er die Verschmutzung der Weltmeere durch Plastik und Plastik-Flaschen heraus.“

„Die Schweizer Filmemacherin zeigt in ihrem Dokumentarfilm "Tapped" den Kampf von Bürgergruppen gegen verschiedene Großkonzerne, vor allem aber gegen Nestlé. Der Film geißelt auch den Schaden, den Abermilliarden von Plastikflaschen verursachen, die nicht recycelt werden.“

„Ich wusste, dass Flaschenwasser ein gesellschaftliches Übel darstellt, aber ich wusste nicht, wie schädlich es ist, bis ich einen brisanten und fesselnden Dokumentarfilm namens Tapped sah. Mit Stil, Elan und gerechtem Zorn enthüllt der Film die Rolle der Flaschenwasser-Industrie beim Täuschen der Öffentlichkeit, Schädigen unserer Gesundheit, Beschleunigen des Klimawandels, Mitwirken bei der allumfassenden Umweltverschmutzung und der Steigerung der Abhängigkeit der USA von fossilen Energieträgern. All das, während man den Verbraucher mit maßlos übertriebenen und unhaltbaren Preisen über den Tisch zieht.“

## Soundtrack
- Effect and Cause – The White Stripes
- Drink, Drink, Drink (aus The Student Prince) – Mario Lanza
- I Got Mine – The Black Keys
- Lovefool – The Cardigans
- New Slang – The Shins
- Fake Plastic Trees – Radiohead
- Change – Blind Melon
- The W.A.N.D. – The Flaming Lips
- Kids – MGMT

## Auszeichnungen
- Anchorage International Film Festival 2009: Best Feature Length Documentary
- Colorado Environmental Film Festival 2009: Best of Fest
- Eugene International Film Festival 2009: Best Documentary
- Indie Fest 2009: Indie Fest Award of Excellence
- Honolulu Film Festival 2010: Gold Kahuna Award
- Mendocino Film Festival 2010: Best Film for Our Future Award
- Deutsche Film- und Medienbewertung: Prädikat wertvoll